# NGC 5566
NGC 5566 (również PGC 51233 lub UGC 9175) – galaktyka spiralna z poprzeczką (SBab), znajdująca się w gwiazdozbiorze Panny w odległości blisko 90 milionów lat świetlnych od Ziemi. Została odkryta 30 kwietnia 1786 roku przez Williama Herschela. Galaktyka ta ma około 150 000 lat świetlnych średnicy.

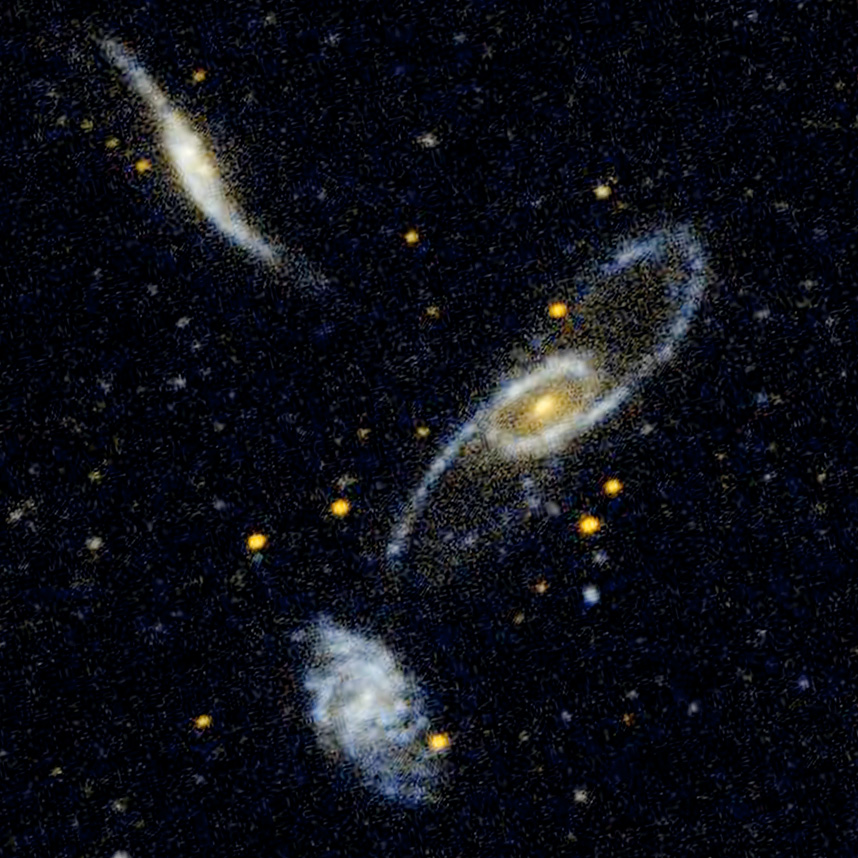
NGC 5560 (u góry), NGC 5566 (w środku) i NGC 5569 (na dole) widziane w ultrafiolecie (GALEX)

Tworzy układ potrójny z galaktykami NGC 5560 i NGC 5569, skatalogowany jako Arp 286 w Atlasie Osobliwych Galaktyk Haltona Arpa.